# Argentina Open 2018 - Qualificazioni singolare
Le qualificazioni del singolare dell'Argentina Open 2018 sono state un torneo di tennis preliminare per accedere alla fase finale della manifestazione. I vincitori dell'ultimo turno sono entrati di diritto nel tabellone principale. In caso di ritiro di uno o più giocatori aventi diritto a questi sono subentrati i lucky loser, ossia i giocatori che hanno perso nell'ultimo turno ma che avevano una classifica più alta rispetto agli altri partecipanti che avevano comunque perso nel turno finale.

## Teste di serie
1. Tennys Sandgren (primo turno)
2. Marco Cecchinato (qualificato)
3. Rogério Dutra da Silva (qualificato)
4. Thomaz Bellucci (qualificato)

1. Gastão Elias (ultimo turno, lucky loser)
2. Casper Ruud (ultimo turno)
3. Renzo Olivo (primo turno)
4. Alessandro Giannessi (primo turno)

## Qualificati
1. Facundo Bagnis
2. Marco Cecchinato

1. Rogério Dutra da Silva
2. Thomaz Bellucci

### Lucky loser
1. Gastão Elias

## Tabellone

### Legenda
| - Q = Qualificato - WC = Wild card - LL = Lucky loser | - ALT = Alternate - SE = Special Exempt - PR = Protected Ranking | - w/o = Walkover - r = Ritirato - d = Squalificato |

### Sezione 1
|  | Primo turno | Primo turno     | Primo turno     | Primo turno | Primo turno |  |  | Ultimo turno | Ultimo turno   | Ultimo turno | Ultimo turno | Ultimo turno |  |
|  |             |                 |                 |             |             |  |  |              |                |              |              |              |  |
|  | 1           | Tennys Sandgren | Tennys Sandgren | 1           | 2           |  |  |              |                |              |              |              |  |
|  |             | Facundo Bagnis  | Facundo Bagnis  | 6           | 6           |  |  |              | Facundo Bagnis | 6(7)         | 6            | 6            |  |
|  | Alt         | João Souza      | 6               | 3           | 0           |  |  | 5            | Gastão Elias   | 7            | 1            | 1            |  |
|  | 5           | Gastão Elias    | 4               | 6           | 6           |  |  |              |                |              |              |              |  |

### Sezione 2
|  | Primo turno | Primo turno      | Primo turno      | Primo turno | Primo turno |  |  | Ultimo turno | Ultimo turno     | Ultimo turno     | Ultimo turno | Ultimo turno |  |
|  |             |                  |                  |             |             |  |  |              |                  |                  |              |              |  |
|  | 2           | Marco Cecchinato | Marco Cecchinato | 6           | 6           |  |  |              |                  |                  |              |              |  |
|  |             | Guido Andreozzi  | Guido Andreozzi  | 4           | 3           |  |  | 2            | Marco Cecchinato | Marco Cecchinato | 6            | 7            |  |
|  |             | João Domingues   | João Domingues   | 1           | 3           |  |  | 6            | Casper Ruud      | Casper Ruud      | 3            | 6(4)         |  |
|  | 6           | Casper Ruud      | Casper Ruud      | 6           | 6           |  |  |              |                  |                  |              |              |  |

### Sezione 3
|  | Primo turno | Primo turno            | Primo turno      | Primo turno | Primo turno |  |  | Ultimo turno | Ultimo turno           | Ultimo turno           | Ultimo turno | Ultimo turno |  |
|  |             |                        |                  |             |             |  |  |              |                        |                        |              |              |  |
|  | 3           | Rogério Dutra da Silva | 6(9)             | 6           | 2           |  |  |              |                        |                        |              |              |  |
|  | Alt         | Andrea Collarini       | 7                | 3           | 1r          |  |  | 3            | Rogério Dutra da Silva | Rogério Dutra da Silva | 7            | 7            |  |
|  | Alt         | Guilherme Clezar       | Guilherme Clezar | 7           | 6           |  |  | Alt          | Guilherme Clezar       | Guilherme Clezar       | 6(5)         | 6(5)         |  |
|  | 7           | Renzo Olivo            | Renzo Olivo      | 5           | 0           |  |  |              |                        |                        |              |              |  |

### Sezione 4
|  | Primo turno | Primo turno          | Primo turno          | Primo turno | Primo turno |  |  | Ultimo turno | Ultimo turno    | Ultimo turno    | Ultimo turno | Ultimo turno |  |
|  |             |                      |                      |             |             |  |  |              |                 |                 |              |              |  |
|  | 4           | Thomaz Bellucci      | Thomaz Bellucci      | 6           | 6           |  |  |              |                 |                 |              |              |  |
|  | WC          | Juan Ignacio Galarza | Juan Ignacio Galarza | 4           | 4           |  |  | 4            | Thomaz Bellucci | Thomaz Bellucci | 6            | 6            |  |
|  | WC          | Hernán Casanova      | Hernán Casanova      | 7           | 6           |  |  | WC           | Hernán Casanova | Hernán Casanova | 2            | 4            |  |
|  | 8           | Alessandro Giannessi | Alessandro Giannessi | 6(5)        | 4           |  |  |              |                 |                 |              |              |  |